# 1742年柏林条约
1742年柏林条约是奥地利大公玛丽婭·特蕾茜雅与普鲁士国王腓特烈二世在1742年7月28日在柏林签署的合约，两国间单方面结束了第一次西里西亚战争，之后奥地利仍与法国等国继续着战争。
根据条约第五条，有着波希米亚皇冠之称的下西里西亚和上西里西亞大部分被割让给了普鲁士王国，普鲁士的领土扩大了三分之一，剩余地区成为奥地利的奥属西里西亚。
条约仅达成了短暂的和平，1744年，随着奥地利在战场上形势上的好转，普鲁士重新加入战争，即第二次西里西亚战争。